# 宮古馬

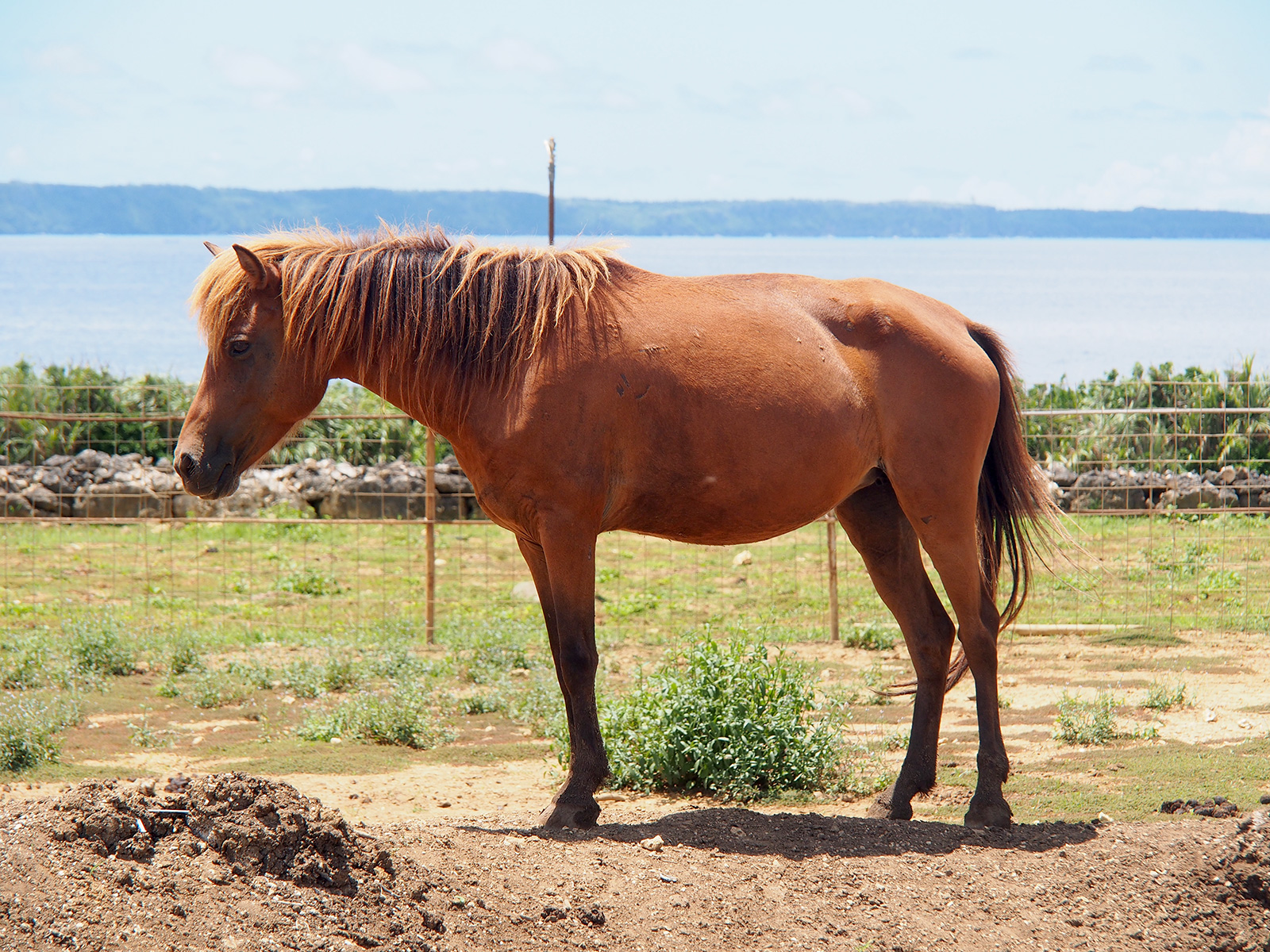
宮古馬

宮古馬（／ Miyako Uma），是日本八種[本土馬種之一，分布於沖繩縣的宮古島。1991年（平成3年）1月16日被成為沖縄縣指定的天然記念物。
沖繩縣的宮古島幾個世紀以來一直被稱為馬匹繁殖區，該地區一直存在小馬。在第二次世界大戰期間和之後，它們與較大的種馬雜交，以將其大小增加到大約14隻手，用於農業目的。牠們現在大多被用作騎乘和輕度馱負工作。
大約在1955年，該品種的數量達到峰值，約為10000頭，但隨著農業機械化的增加，它們數目開始下降。自1975年以來，人們一直在努力保護剩餘的少數宮古馬，因為該品種非常古老。截至1983年，只有七頭馬，到1993年增長到25匹，但到2001年已經下降到19匹。該品種受到日本政府的保護，其地位被列為「關鍵維護」。2017年时饲养数量仅剩48匹，在日本本土马中数量倒数排名仅次于40匹的对州马。
毛色以棗色為主。